# Antonio del Giudice, furste av Cellamare
Antonio del Giudice, hertig av Giovenazzo, furste av Cellamare, född den 25 augusti 1657 i Neapel, död den 16 maj 1733 i Sevilla, var en italiensk diplomat i spansk tjänst. 
Cellamare uppfostrades vid Karl II:s hov och inträdde tidigt i spansk krigstjänst. Under spanska arvföljdskriget (1701–1714) kämpade han i Italien på Filip V:s sida och blev fången 1707 vid Gaetas belägring. Sedan han 1712 återfått friheten, skickade Filip honom 1715 som utomordentligt sändebud till Frankrike, där han, eggad av kardinal Alberoni, anstiftade en sammansvärjning i syfte att störta hertigen-regenten, Filip av Orléans, och i stället sätta Filip V i spetsen för regeringen. Men kardinal Dubois kom anläggningen på spåren, och Cellamare häktades 1718. Han fördes över gränsen, blev väl mottagen i Madrid och utnämndes till generalkapten i Gamla Kastilien.